# Alyssa D'Errico
Alyssa D'Errico (Brockport, 28 marzo 1989) è un'ex pallavolista statunitense.
Giocava nel ruolo di libero.

## Carriera
La carriera di Alyssa D'Errico inizia quando entra a far parte della squadra di pallavolo femminile della Pennsylvania State University, con la quale gioca nella Division I NCAA dal 2007 al 2010, riuscendo nell'impresa di vincere il titolo NCAA ogni anno.
Terminata l'università si trasferisce in Spagna, dove inizia la carriera professionistica prendendo parte al locale campionato cadetto con la maglia del Club Voleibol Alcobendas. Nel gennaio 2013 firma il suo secondo contratto professionistico, ingaggiata a stagione in corso dalla formazione croata dello Ženski Odbojkaški Klub Split 1700. Nella stagione seguente veste la maglia dello Istres Ouest Provence Volley-Ball, club impegnato nella Ligue A francese col quale termina la propria carriera.

## Palmarès

### Club
- NCAA Division I: 4

2007, 2008, 2009, 2010